# Pleiße
Il Pleiße è un fiume della Sassonia e della Turingia, in Germania.

## Descrizione
Ha la sua sorgente a sud-ovest di Zwickau a Ebersbrunn, quindi scorre da sud a nord attraverso Werdau, Crimmitschau, Altenburg e altre città e villaggi della Sassonia e della Turingia, prima di confluire, da destra, nell'Elster Bianco a Lipsia.
Il fiume originariamente aveva una lunghezza di 115 km. tuttavia, a sud di Lipsia, il suo corso è stato raddrizzato, il che ha ridotto la sua lunghezza a circa 90 km.
Il fiume è ben raggiungibile tramite la pista ciclabile Pleiße.

## Nome
Il nome Pleiße è di antica origine sorabo e significa: "l'acqua che forma la palude". Ha dato il nome alla Pleissenland (Plisni) nel suo corso inferiore, che era importante nel Medioevo.

## Qualità dell'acqua
Nel XX secolo, lo scarico di prodotti di scarto dell'industria carbochimica a sud di Lipsia portò a scolorimento, puzza, forte schiuma e alla morte di ogni forma di vita nel corso inferiore del fiume. Ciò rese la Pleiße sinonimo di fiume inquinato durante il periodo della Repubblica Democratica Tedesca e gli fece guadagnare i nomi di "Pozzanghera dei comunisti" e "Rio Fenoli". Il 5 giugno 1988, a Lipsia si tenne una "Marcia commemorativa della Pleiße" (Pleiße-Gedenkmarsch) di gruppi ambientalisti di opposizione con 120-140 persone, che la Stasi cercò invano di impedire.
Tuttavia, dopo la chiusura dell'industria che l'ha causata negli anni '90, la qualità dell'acqua è migliorata in modo significativo, tanto che ora è possibile trovare di nuovo numerose specie di pesci. Nel 2016, c'è ancora una leggera (non tossica) decolorazione marrone dovuta a composti di ferro, in particolare pirite, dal regime idrico dell'estrazione di lignite per lo più chiusa.

## Musica e poesia
Johann Sebastian Bach rese omaggio al fiume in due opere. Una, la cantata «Schleicht, spielende Wellen» (BWV 206), che compose basandosi sul poema di un poeta sconosciuto in occasione del compleanno di Augusto III, elettore di Sassonia e anche re di Polonia. In un panegirico tipicamente barocco, un discorso di lode e celebrazione, i fiumi Vistola, Elba, Pleiße e Danubio rendono omaggio al principe e al re. Il Danubio e l'Elba litigano su chi possa rivendicare il sovrano "più augusto", il "sole doppio regnante" (sua moglie era la principessa Maria Giuseppa d'Austria). La piccola ninfa Pleiße, tuttavia, trionfa nella guerra di parole sulle "teste muschiose di forti correnti", e i quattro fiumi si uniscono in un armonioso canto di lode.
Nel secondo «Auf, schmetternde Töne der muntern Trompeten» (BWV 207a), eseguito presumibilmente nel 1735 nell'onomastico del principe, il secondo movimento è a lei dedicato, suonando il recitativo Die stille Pleiße.
(Anonimo, prima del 1735)
Nel 1736 fu pubblicata a Lipsia una raccolta di canzoni intitolata «Singende Muse an der Pleiße». Il suo autore, Sperontes, aveva raccolto melodie semplici e le aveva sottolineate con i propri testi. La raccolta ebbe molto successo e fu rieditata più volte.

## Il percorso in immagini

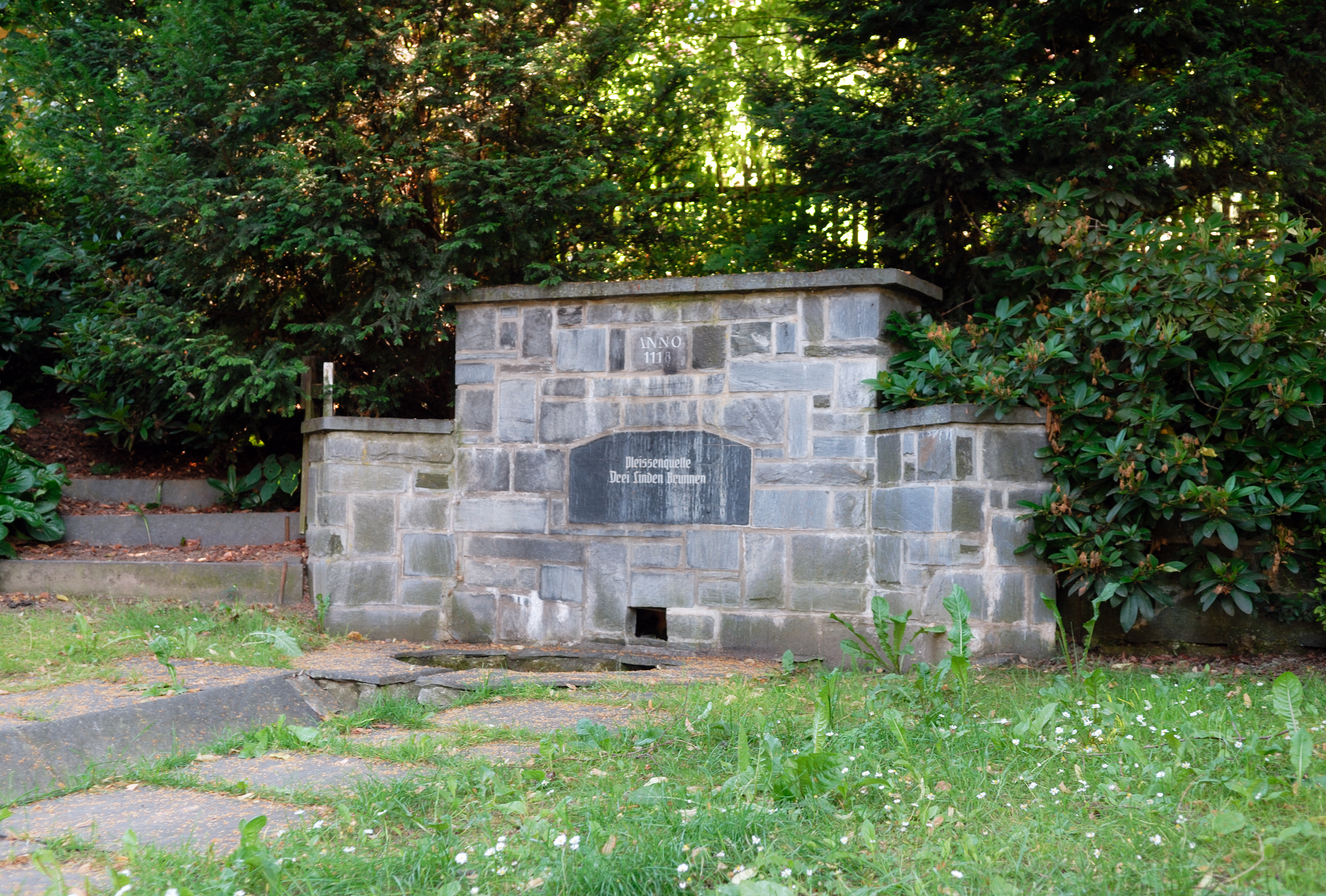
Fonte del Pleiße
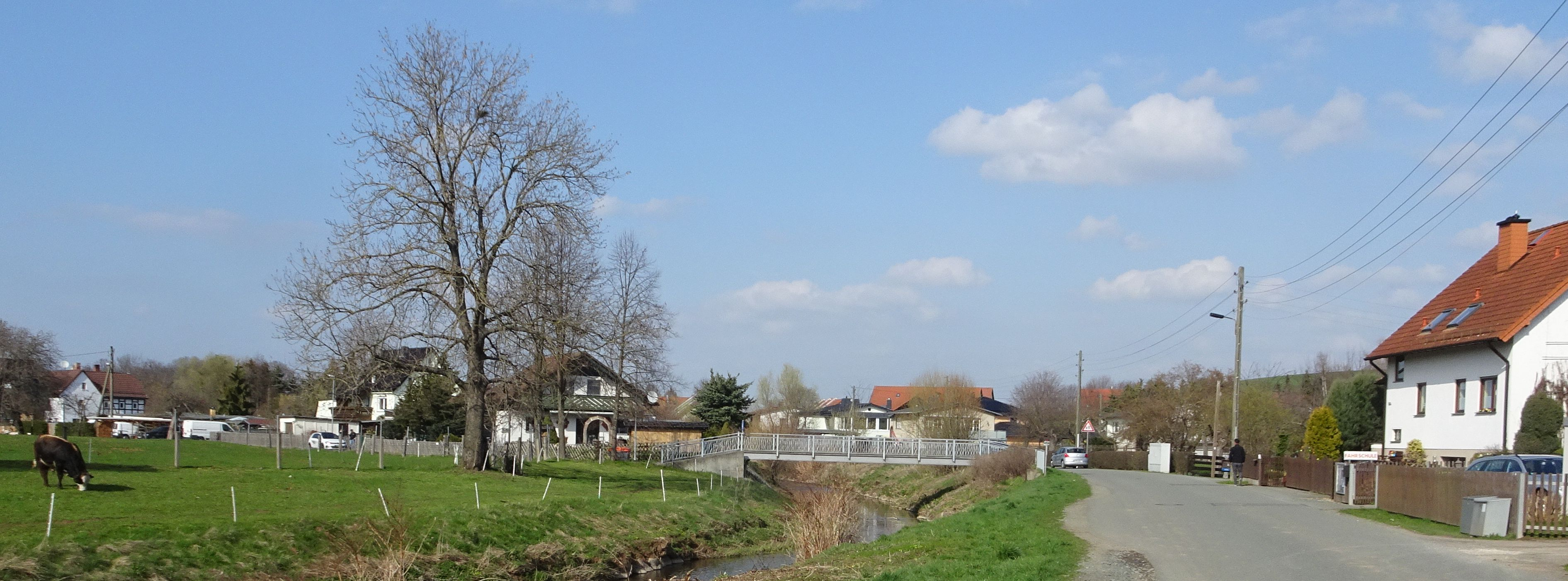
Ponte pedonale a Langenhessen / Werdau
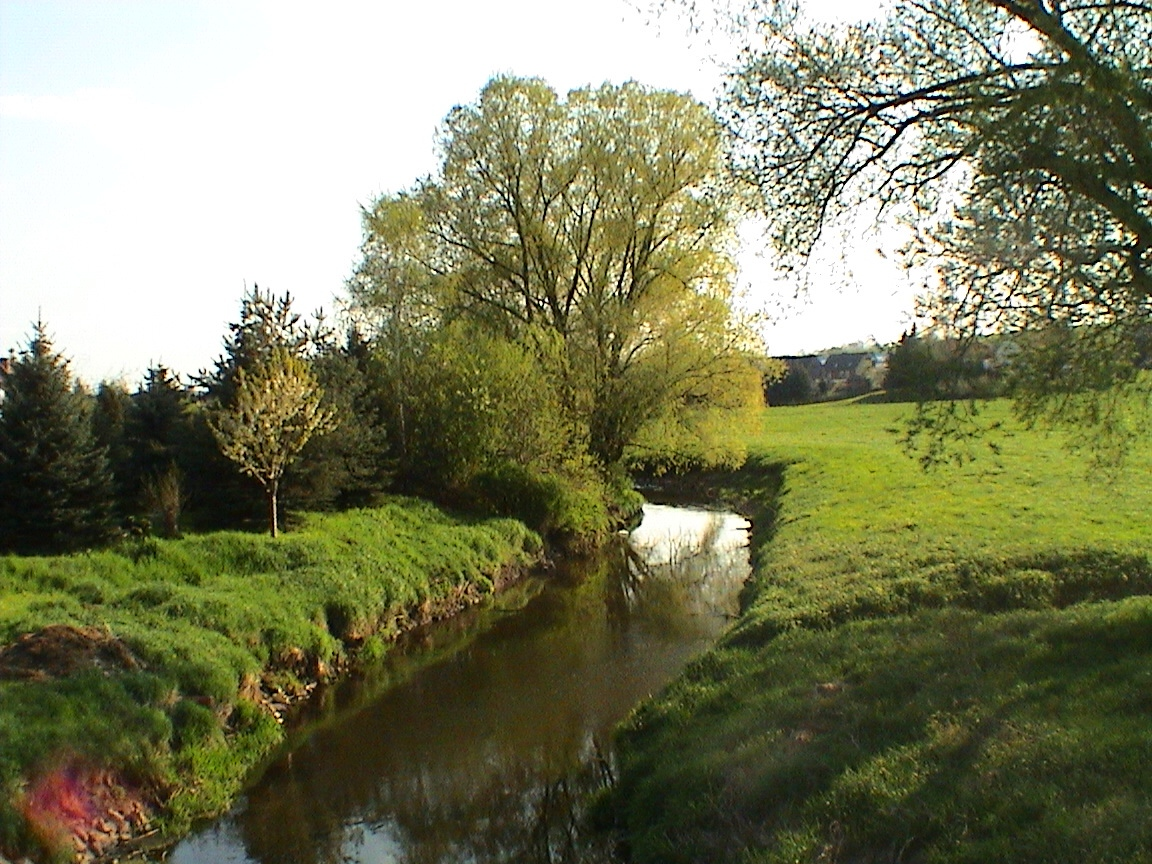
A Neukirchen prima della costruzione della diga nel 2005
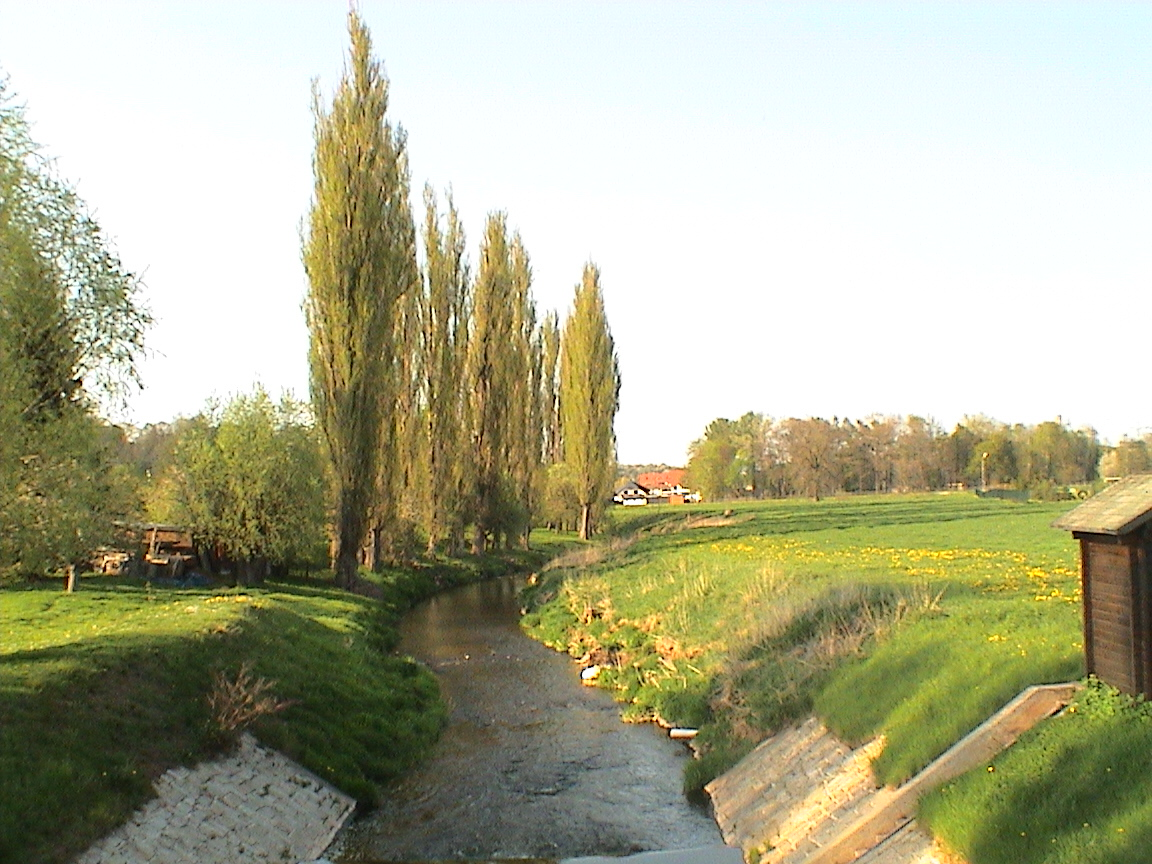
Al calibro di Neukirchen
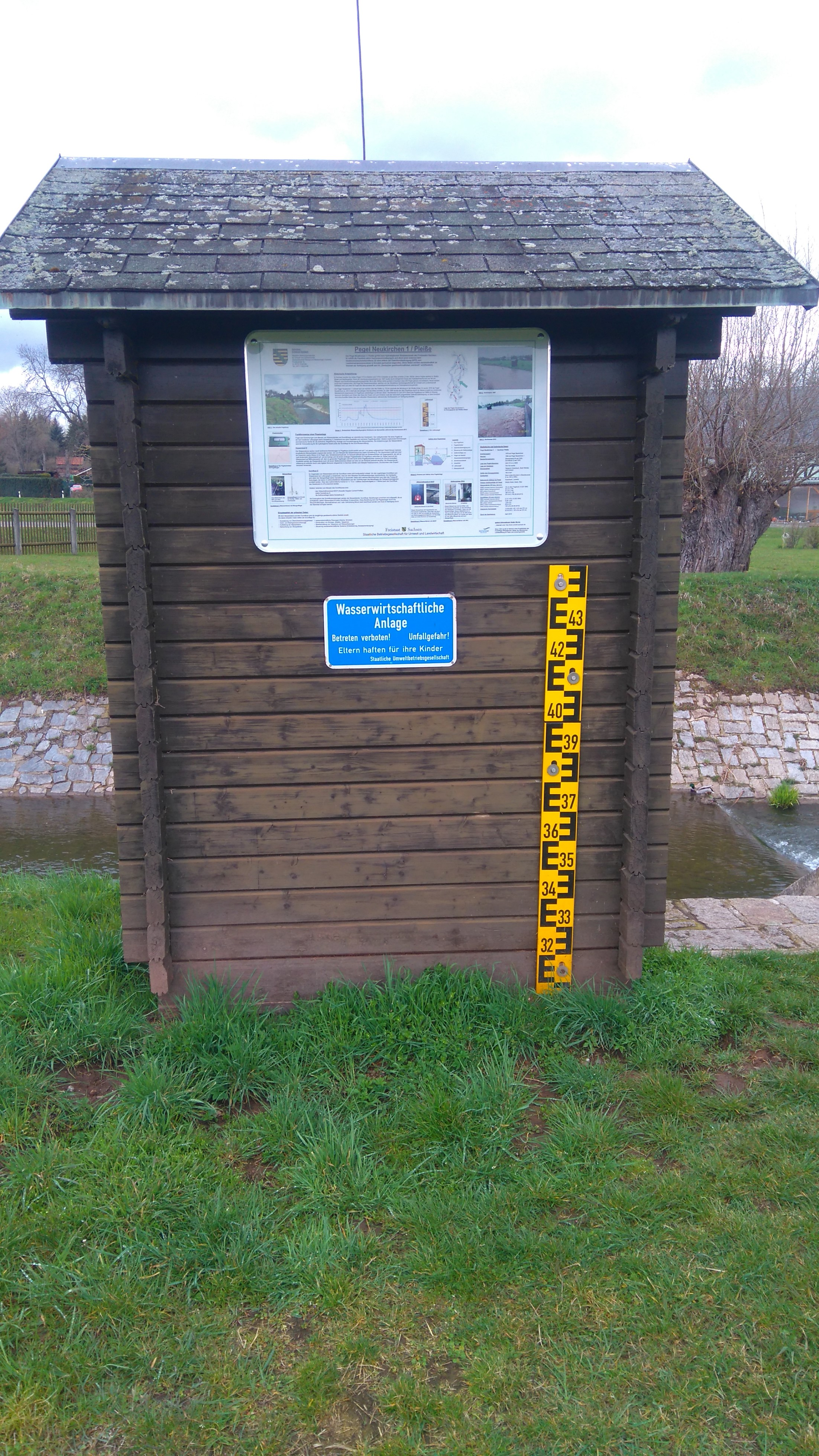
Stazione di misurazione del livello a Neukirchen
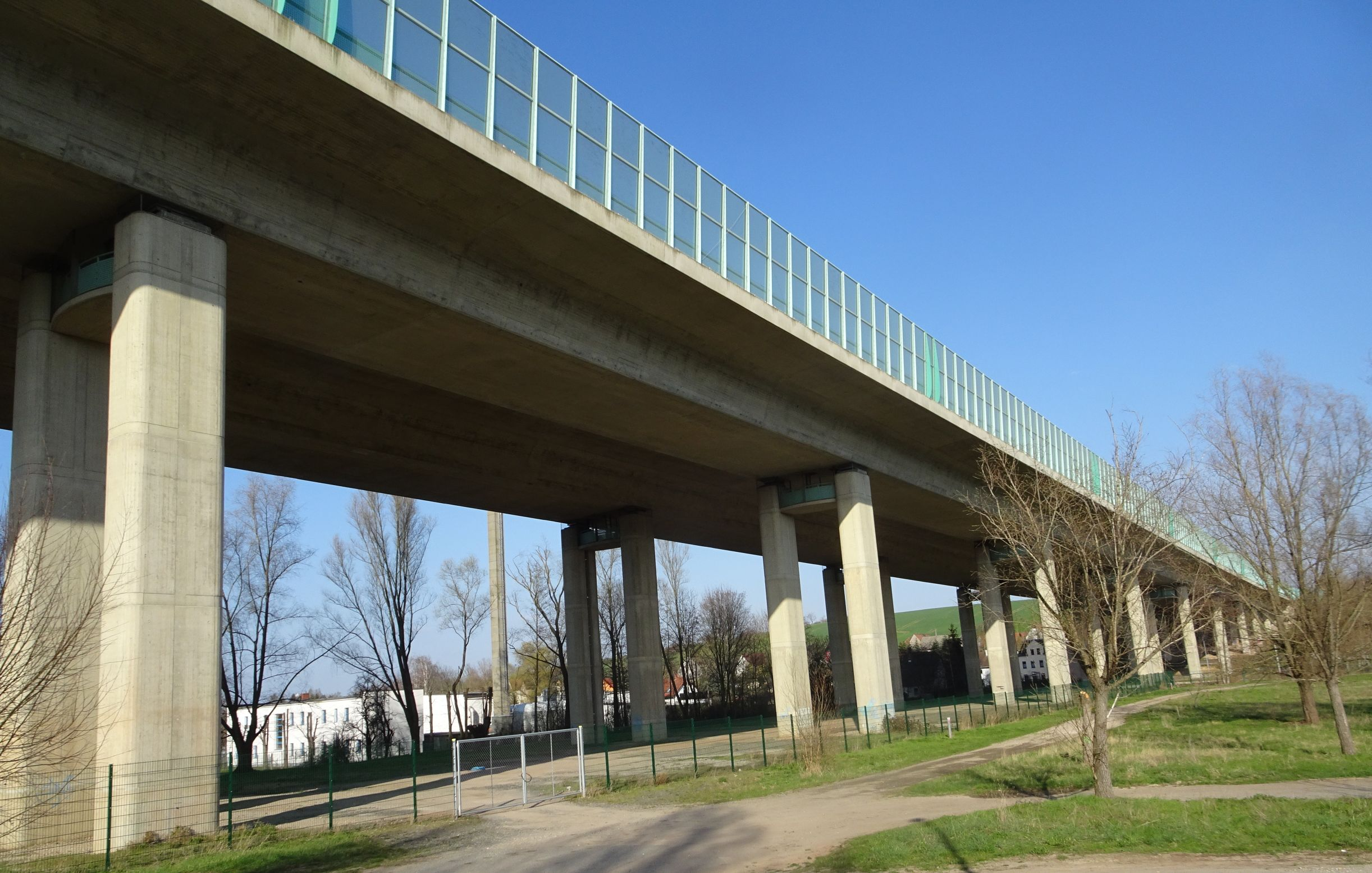
Viadotto Pleiße a Frankenhausen (una località di Crimmitschau)
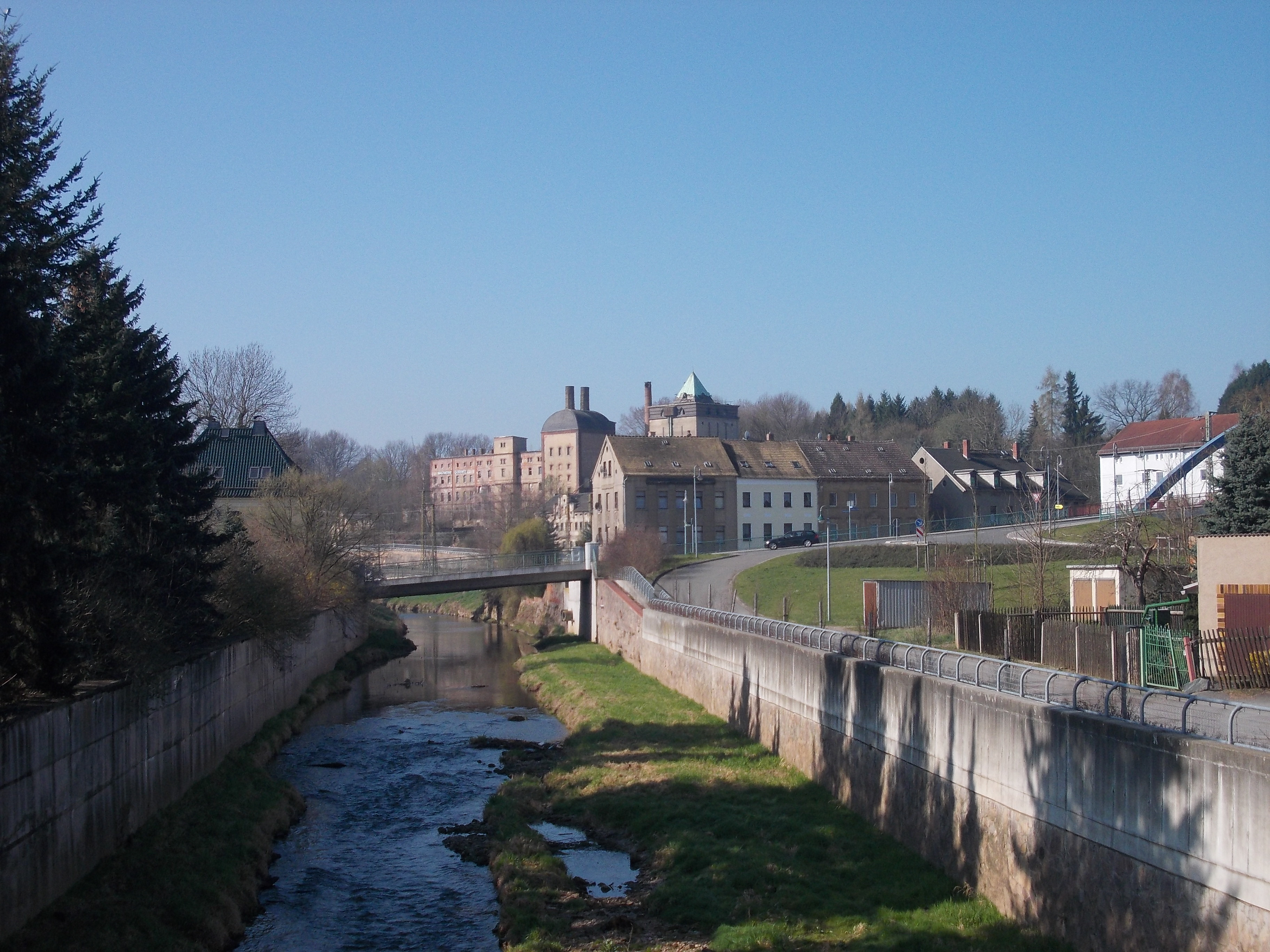
Vicino a Gössnitz
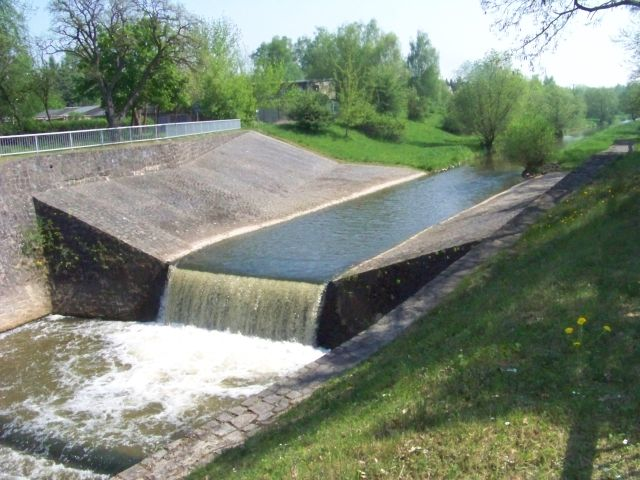
Cascata a Deutzen
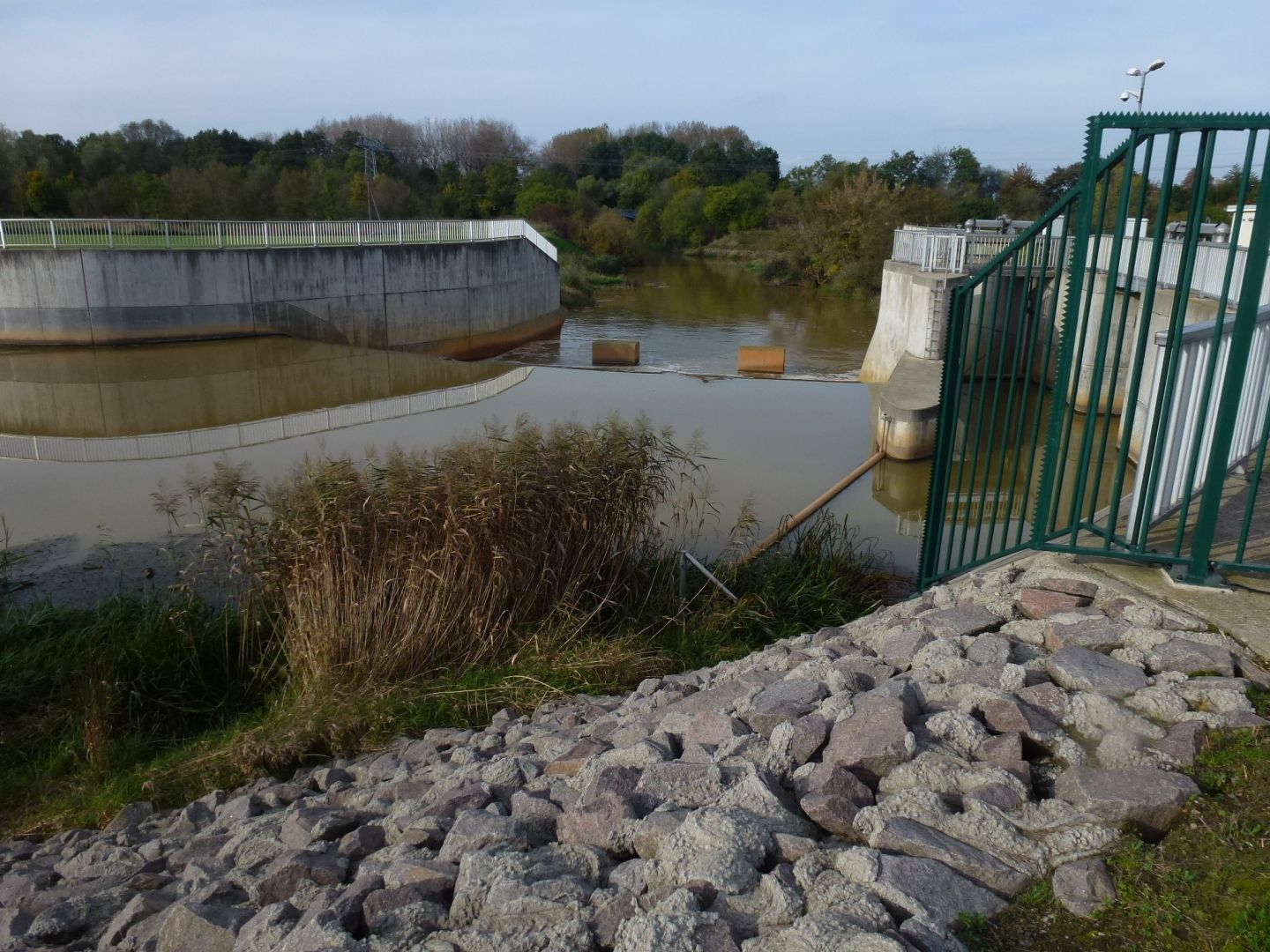
Diga a Rötha
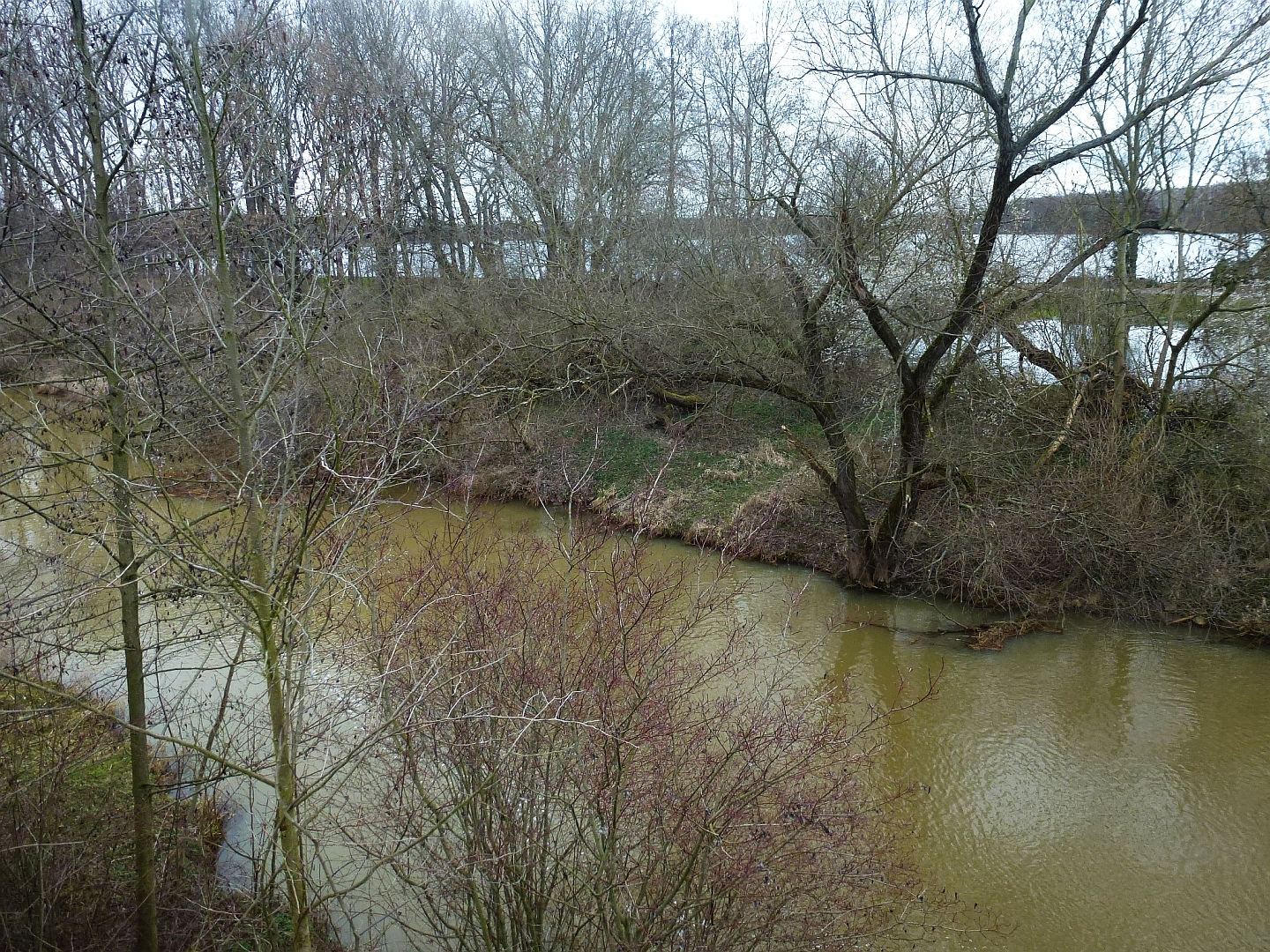
Davanti al bacino idrico di Rötha
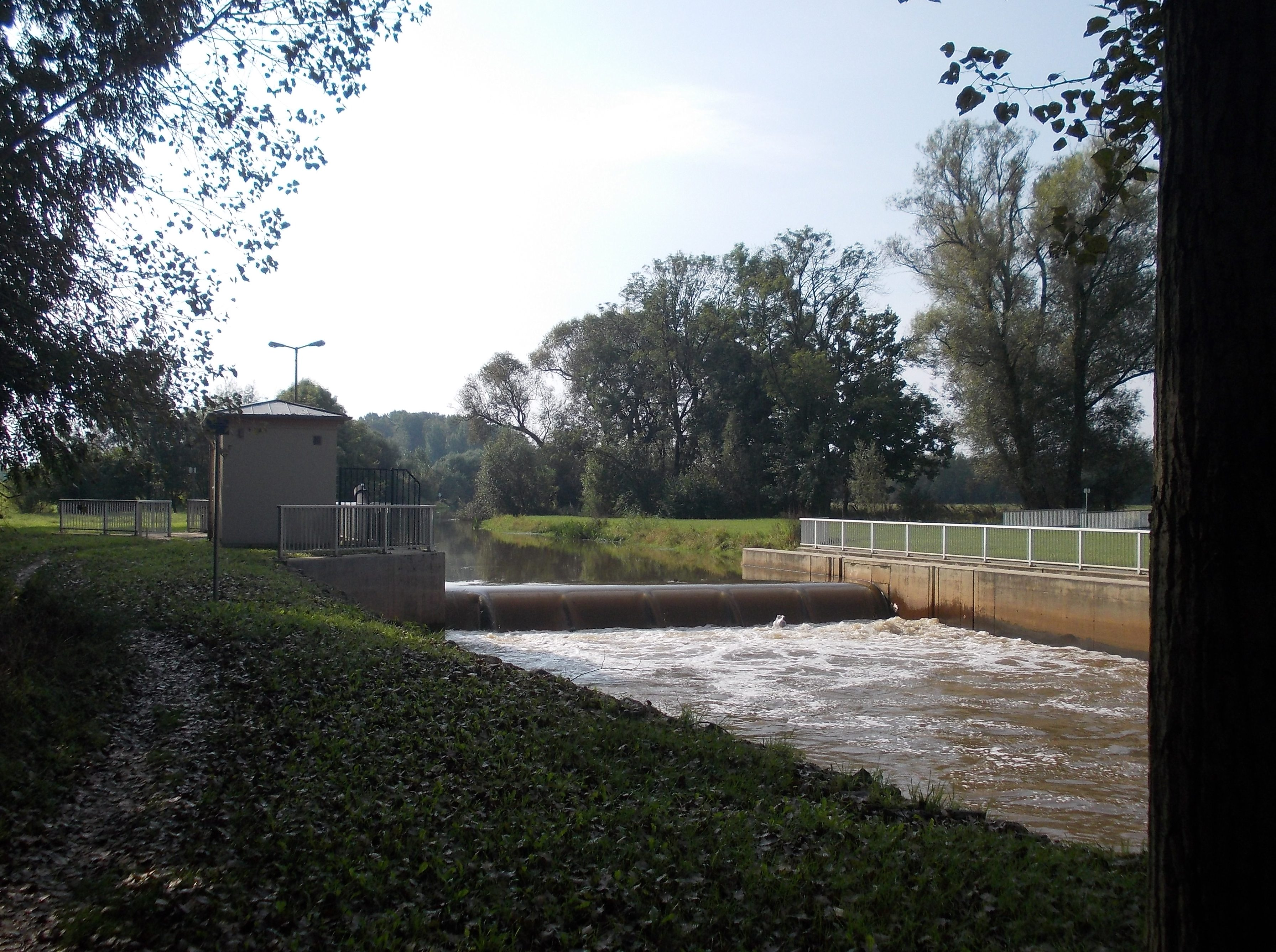
Chiusa a Gaulis, una località di Böhlen
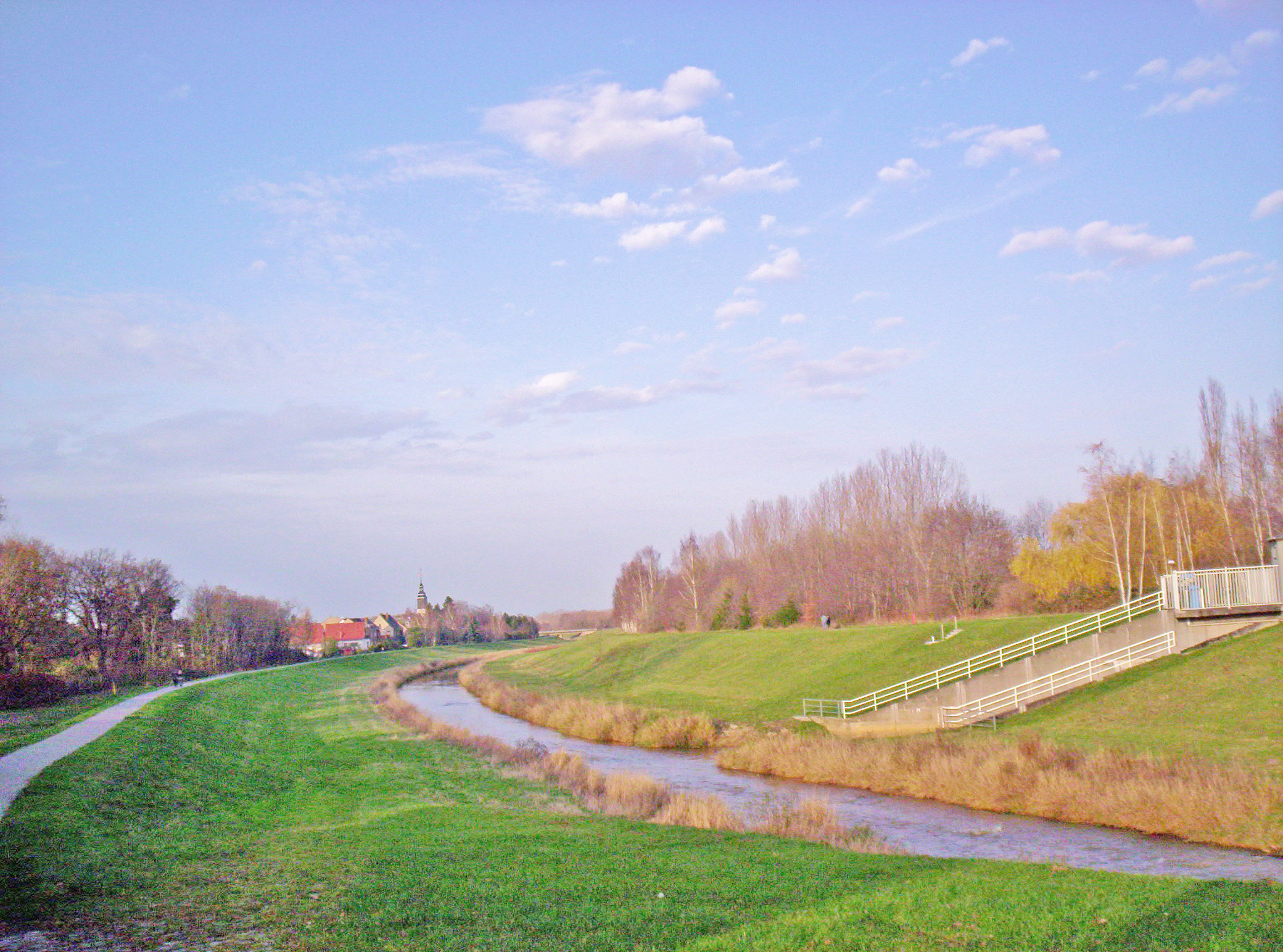
Vicino a Großdeuben
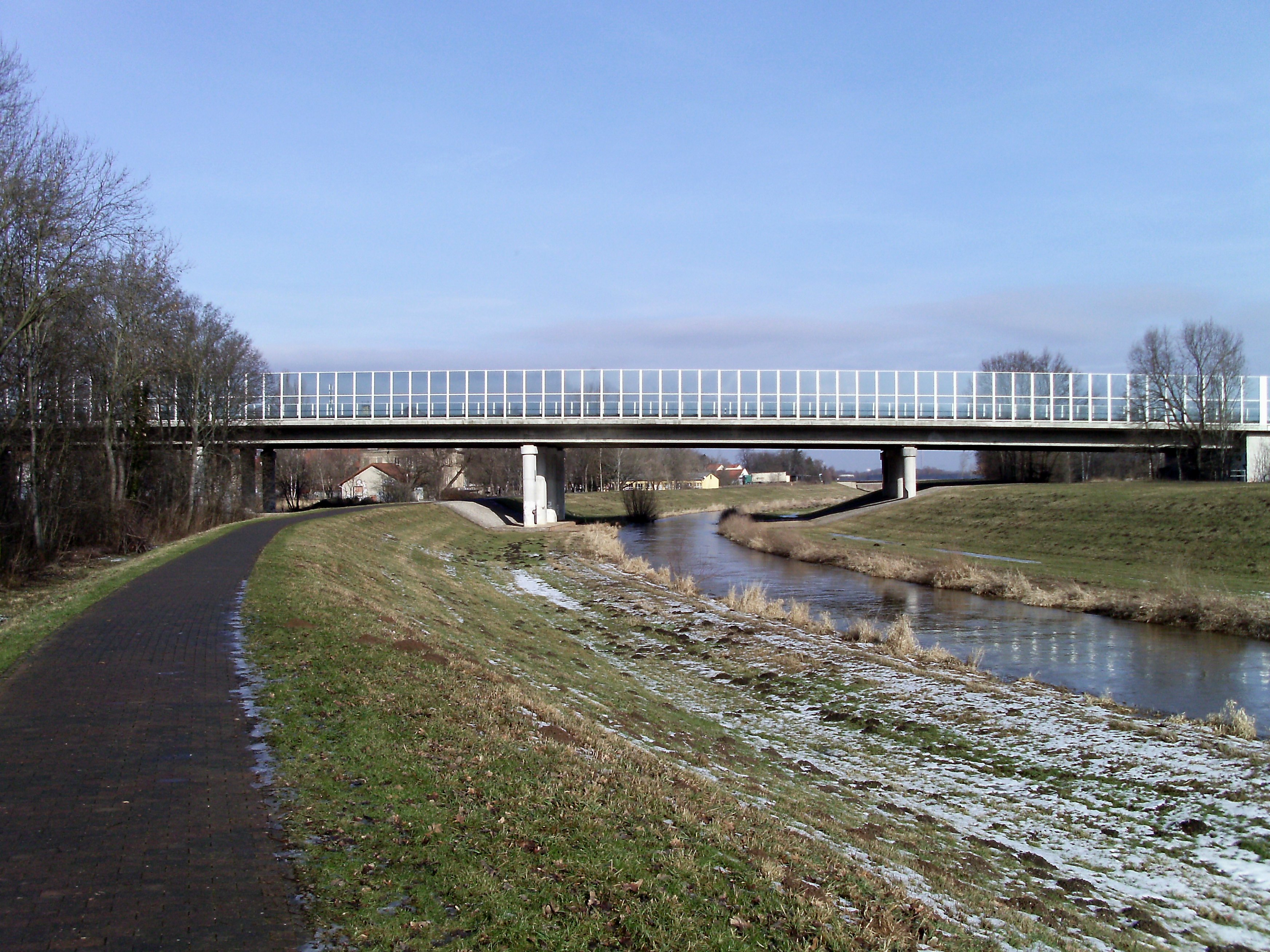
Vicino a Gaschwitz
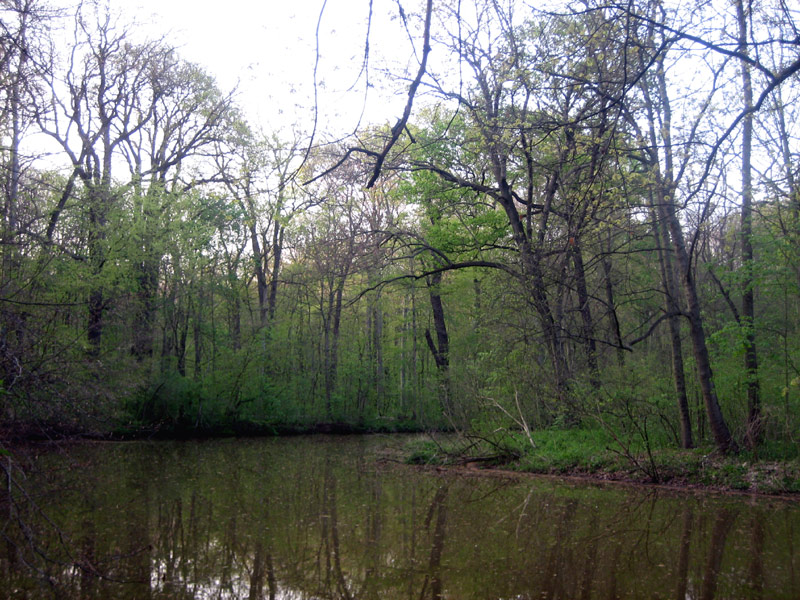
Nella foresta fluviale di Lipsia
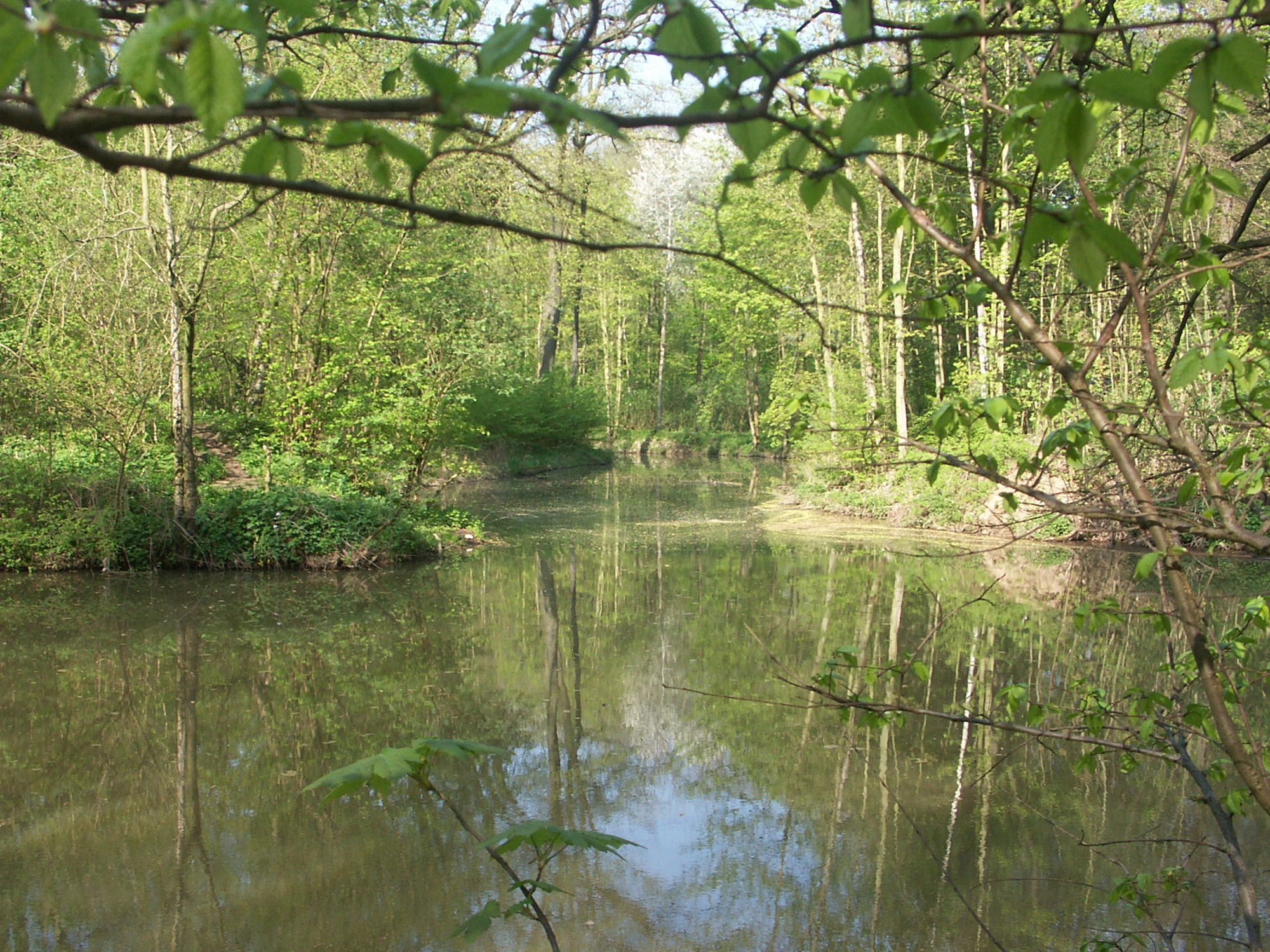
Foce del fossato di Elster a Lipsia
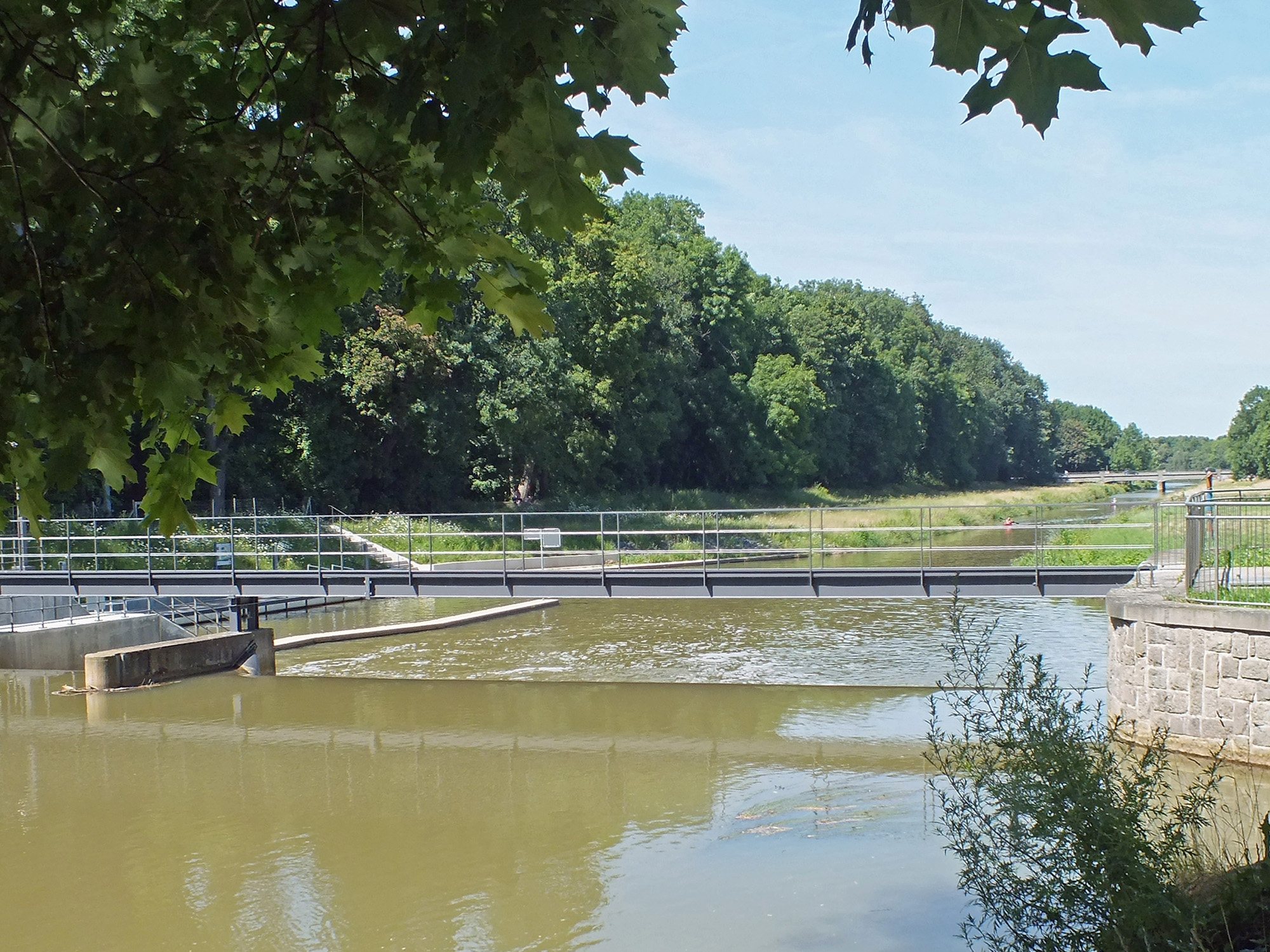
Diga di Connewitz, dietro la quale si trova il canale di piena Pleiße
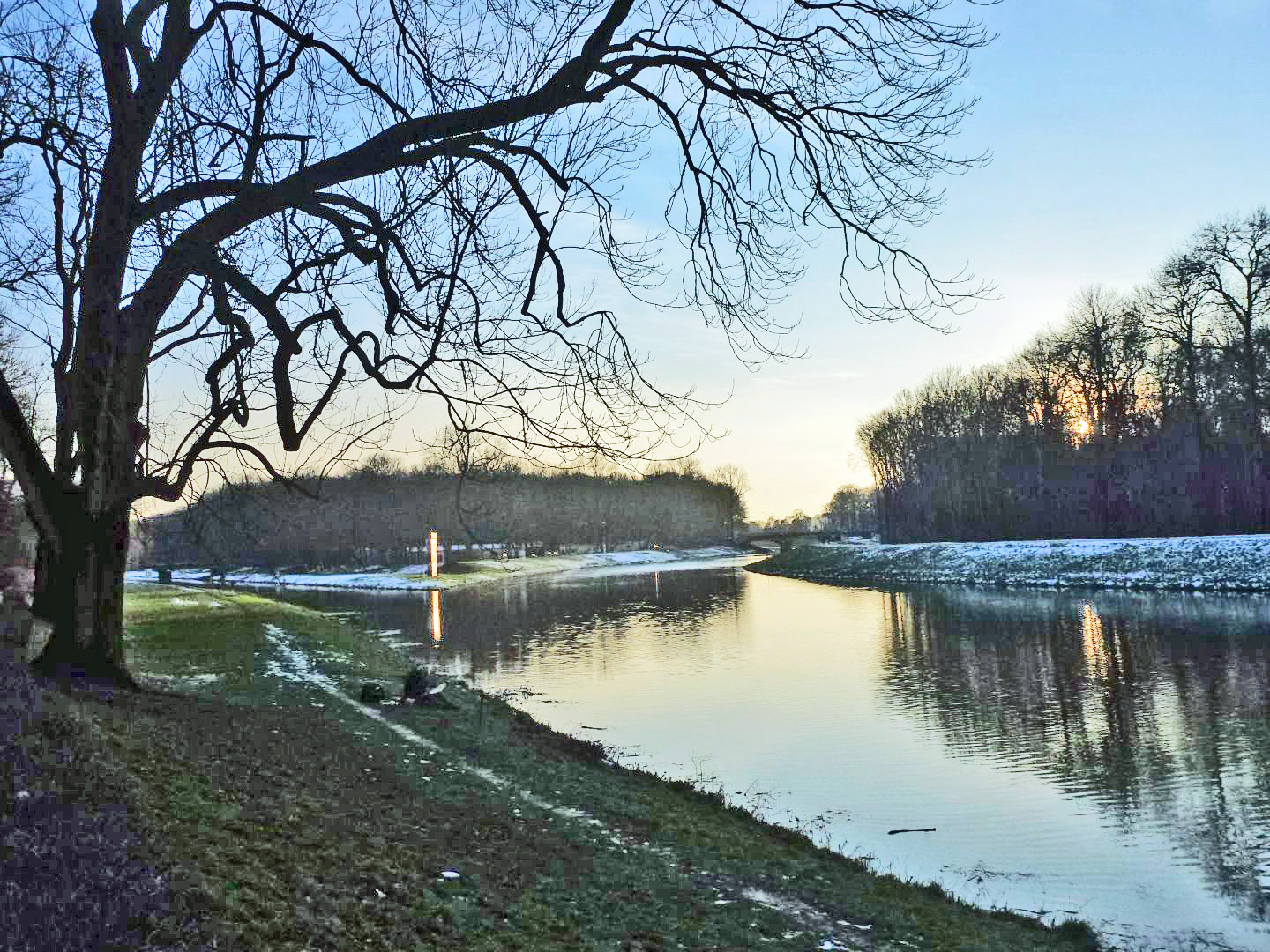
Foce del canale di piena Pleiße (sinistra) nel canale di piena Elster a Lipsia